# Caryophyllia grayi
Caryophyllia grayi är en korallart som först beskrevs av Milne Edwards och Jules Haime 1848.  Caryophyllia grayi ingår i släktet Caryophyllia och familjen Caryophylliidae. Inga underarter finns listade i Catalogue of Life.